# Élections législatives de 2022 dans l'Ardèche
Les élections législatives françaises de 2022 se déroulent les 12 et 19 juin 2022. Dans l'Ardèche, trois députés sont à élire dans le cadre de trois circonscriptions.

## Contexte

### Résultats de l'élection présidentielle de 2022 par circonscription
| Circonscription | 1er tour | 1er tour | 1er tour  |         | 2d tour | 2d tour |
| Circonscription | Macron   | Le Pen   | Mélenchon | Macron  | Le Pen  |         |
| --------------- | -------- | -------- | --------- | ------- | ------- | ------- |
| Circonscription |          |          |           |         |         |         |
| 1re             | 21,05 %  | 26,57 %  | 22,32 %   | 50,02 % | 49,98 % |         |
| 2e              | 26,25 %  | 25,52 %  | 18,46 %   | 54,36 % | 45,64 % |         |
| 3e              | 21,05 %  | 23,42 %  | 25,16 %   | 52,27 % | 47,73 % |         |

## Système électoral
Les élections législatives ont lieu au scrutin uninominal majoritaire à deux tours dans des circonscriptions uninominales.
Est élu au premier tour le candidat qui réunit la majorité absolue des suffrages exprimés et un nombre de voix au moins égal au quart (25 %) des électeurs inscrits dans la circonscription. Si aucun des candidats ne satisfait ces conditions, un second tour est organisé entre les candidats ayant réuni un nombre de voix au moins égal à un huitième des inscrits (12,5 %) ; les deux candidats arrivés en tête du premier tour se maintiennent néanmoins par défaut si un seul ou aucun d'entre eux n'a atteint ce seuil. Au second tour, le candidat arrivé en tête est déclaré élu.
Le seuil de qualification basé sur un pourcentage du total des inscrits et non des suffrages exprimés rend plus difficile l'accès au second tour lorsque l'abstention est élevée. Le système permet en revanche l'accès au second tour de plus de deux candidats si plusieurs d'entre eux franchissent le seuil de 12,5 % des inscrits. Les candidats en lice au second tour peuvent ainsi être trois, un cas de figure appelé « triangulaire ». Les second tours où s'affrontent quatre candidats, appelés « quadrangulaire » sont également possibles, mais beaucoup plus rares.

### Partis et nuances
Les résultats des élections sont publiés en France par le ministère de l'Intérieur, qui classe les partis en leur attribuant des nuances politiques. Ces dernières sont décidées par les préfets, qui les attribuent indifféremment de l'étiquette politique déclarée par les candidats, qui peut être celle d'un parti ou une candidature sans étiquette.
En 2022, seules les coalitions Ensemble (ENS) et Nouvelle Union populaire écologique et sociale (NUP), ainsi que le Parti radical de gauche (RDG), l'Union des démocrates et indépendants (UDI), Les Républicains (LR), le Rassemblement national (RN) et Reconquête (REC) se voient attribuer  une nuance propre,,.
Tous les autres partis se voient attribuer l'une ou l'autre des nuances suivantes : DXG (divers extrême gauche), DVG (divers gauche), ECO (écologiste), REG (régionaliste), DVC (divers centre), DVD (divers droite), DSV (droite souverainiste) et DXD (divers extrême droite). Des partis comme Debout la France ou Lutte ouvrière ne disposent ainsi pas de nuance propre, et leurs résultats nationaux ne sont pas publiés séparément par le ministère, car mélangés avec d'autres partis (respectivement dans les nuances DSV et DXG),.

## Résultats

### Élus
| Circonscription                                   | Député sortant                                | Parti | Parti | Député élu ou réélu | Parti | Parti |
| ------------------------------------------------- | --------------------------------------------- | ----- | ----- | ------------------- | ----- | ----- |
| 1re                                               | Hervé Saulignac                               |       | PS    | Hervé Saulignac     |       | PS    |
| 2e                                                | Michèle Victory* suppléante d'Olivier Dussopt |       | PS    | Olivier Dussopt     |       | TDP   |
| 3e                                                | Fabrice Brun                                  |       | LR    | Fabrice Brun        |       | LR    |
| * députée sortante ne se représentant pas en 2022 |                                               |       |       |                     |       |       |

### Résultats à l'échelle du département

#### Résultats par coalition
| Parti et coalition                                           | Parti et coalition                                           | Parti et coalition                            | Premier tour | Premier tour | Premier tour | Second tour   | Second tour   | Second tour | Total Sièges  | +/-           |  |
| Parti et coalition                                           | Parti et coalition                                           | Parti et coalition                            | Voix         | %            | Sièges       | Voix          | %             | Sièges      | Total Sièges  | +/-           |  |
| ------------------------------------------------------------ | ------------------------------------------------------------ | --------------------------------------------- | ------------ | ------------ | ------------ | ------------- | ------------- | ----------- | ------------- | ------------- |  |
|                                                              |                                                              | La France insoumise (LFI)                     | 23 774       | 17,69        | 0            | 36 659        | 29,77         | 0           | 0             | en stagnation |  |
|                                                              | Parti socialiste (PS)                                        | 15 107                                        | 11,24        | 0            | 21 540       | 17,50         | 1             | 1           | 1             |               |  |
| Total Nouvelle Union populaire écologique et sociale (NUPES) | Total Nouvelle Union populaire écologique et sociale (NUPES) | 38 881                                        | 28,93        | 0            | 58 199       | 47,27         | 1             | 1           | 1             |               |  |
|                                                              |                                                              | Territoires de progrès (TdP)                  | 15 014       | 11,17        | 0            | 25 684        | 20,86         | 1           | 1             | Nv            |  |
|                                                              | Mouvement démocrate (MoDem)                                  | 6 757                                         | 5,03         | 0            |              |               |               | 0           | Nv            |               |  |
|                                                              | Parti radical (PRV)                                          | 5 913                                         | 4,40         | 0            | 0            | Nv            |               |             |               |               |  |
| Total Ensemble (ENS)                                         | Total Ensemble (ENS)                                         | 27 684                                        | 20,60        | 0            | 25 684       | 20,86         | 1             | 1           | 1             |               |  |
|                                                              | Rassemblement national (RN)                                  | Rassemblement national (RN)                   | 25 678       | 19,11        | 0            | 14 339        | 11,65         | 0           | 0             | en stagnation |  |
|                                                              |                                                              | Les Républicains (LR)                         | 24 239       | 18,04        | 0            | 24 890        | 20,22         | 1           | 1             | en stagnation |  |
| Total Union de la droite et du centre (UDC)                  | Total Union de la droite et du centre (UDC)                  | 24 239                                        | 18,04        | 0            | 24 890       | 20,22         | 1             | 1           | en stagnation |               |  |
|                                                              | Dissidents NUPES                                             | Dissidents NUPES                              | 5 934        | 4,42         | 0            |               |               |             | 0             | Nv            |  |
|                                                              | Reconquête (REC)                                             | Reconquête (REC)                              | 4 529        | 3,37         | 0            | 0             | Nv            |             |               |               |  |
|                                                              |                                                              | Les Patriotes (LP)                            | 1 349        | 1,00         | 0            | 0             | Nv            |             |               |               |  |
|                                                              | Debout la France (DLF)                                       | 604                                           | 0,45         | 0            | 0            | en stagnation |               |             |               |               |  |
| Total Union pour la France (UPF)                             | Total Union pour la France (UPF)                             | 1 953                                         | 1,45         | 0            | 0            | en stagnation |               |             |               |               |  |
|                                                              |                                                              | Partit occitan (POC)                          | 1 673        | 1,24         | 0            | 0             | Nv            |             |               |               |  |
| Total Régions et peuples solidaires (R&PS)                   | Total Régions et peuples solidaires (R&PS)                   | 1 673                                         | 1,24         | 0            | 0            | Nv            |               |             |               |               |  |
|                                                              | Lutte ouvrière (LO)                                          | Lutte ouvrière (LO)                           | 1 645        | 1,22         | 0            | 0             | en stagnation |             |               |               |  |
|                                                              | Parti animaliste (PA)                                        | Parti animaliste (PA)                         | 1 077        | 0,80         | 0            | 0             | en stagnation |             |               |               |  |
|                                                              | Le Mouvement de la ruralité (LMR)                            | Le Mouvement de la ruralité (LMR)             | 641          | 0,48         | 0            | 0             | Nv            |             |               |               |  |
|                                                              | Parti ouvrier indépendant démocratique (POID)                | Parti ouvrier indépendant démocratique (POID) | 446          | 0,33         | 0            | 0             | Nv            |             |               |               |  |
|                                                              |                                                              |                                               |              |              |              |               |               |             |               |               |  |
| Suffrages exprimés                                           | Suffrages exprimés                                           | Suffrages exprimés                            | 134 380      | 98,00        |              | 123 112       | 92,37         |             |               |               |  |
| Votes blancs                                                 | Votes blancs                                                 | Votes blancs                                  | 1 973        | 1,44         | 7 313        | 5,48          |               |             |               |               |  |
| Votes nuls                                                   | Votes nuls                                                   | Votes nuls                                    | 767          | 0,56         | 2 859        | 2,15          |               |             |               |               |  |
| Total                                                        | Total                                                        | Total                                         | 137 120      | 100          | 0            | 133 284       | 100           | 3           | 3             | en stagnation |  |
| Abstentions                                                  | Abstentions                                                  | Abstentions                                   | 119 569      | 46,58        |              | 123 445       | 48,08         |             |               |               |  |
| Inscrits/Participation                                       | Inscrits/Participation                                       | Inscrits/Participation                        | 256 689      | 53,42        | 256 729      | 51,92         |               |             |               |               |  |

#### Résultats par nuance
| Nuance                 | Nuance                                         | Nuance                 | Premier tour | Premier tour | Premier tour | Second tour | Second tour   | Second tour | Total Sièges | +/-           |  |
| Nuance                 | Nuance                                         | Nuance                 | Voix         | %            | Sièges       | Voix        | %             | Sièges      | Total Sièges | +/-           |  |
| ---------------------- | ---------------------------------------------- | ---------------------- | ------------ | ------------ | ------------ | ----------- | ------------- | ----------- | ------------ | ------------- |  |
|                        | Ensemble !                                     | ENS                    | 27 684       | 20,60        | 0            | 25 684      | 20,86         | 1           | 1            | 1             |  |
|                        | Rassemblement national                         | RN                     | 25 678       | 19,11        | 0            | 14 339      | 11,65         | 0           | 0            | en stagnation |  |
|                        | Nouvelle Union populaire écologique et sociale | NUP                    | 23 774       | 17,69        | 0            | 36 659      | 29,77         | 0           | 0            | 2             |  |
|                        | Divers gauche                                  | DVG                    | 21 041       | 15,66        | 0            | 21 540      | 17,50         | 1           | 1            | 1             |  |
|                        | Les Républicains                               | LR                     | 20 158       | 15,00        | 0            | 24 890      | 20,22         | 1           | 1            | en stagnation |  |
|                        | Divers droite                                  | DVD                    | 4 722        | 3,51         | 0            |             |               |             | 0            | en stagnation |  |
|                        | Reconquête                                     | REC                    | 4 529        | 3,37         | 0            | 0           | Nv            |             |              |               |  |
|                        | Divers extrême gauche                          | DXG                    | 2 091        | 1,56         | 0            | 0           | en stagnation |             |              |               |  |
|                        | Droite souverainiste                           | DSV                    | 1 953        | 1,45         | 0            | 0           | en stagnation |             |              |               |  |
|                        | Régionaliste                                   | REG                    | 1 673        | 1,24         | 0            | 0           | Nv            |             |              |               |  |
|                        | Ecologistes                                    | ECO                    | 1 077        | 0,80         | 0            | 0           | en stagnation |             |              |               |  |
|                        |                                                |                        |              |              |              |             |               |             |              |               |  |
| Suffrages exprimés     | Suffrages exprimés                             | Suffrages exprimés     | 134 380      | 98,00        |              | 123 112     | 92,37         |             |              |               |  |
| Votes blancs           | Votes blancs                                   | Votes blancs           | 1 973        | 1,44         | 7 313        | 5,48        |               |             |              |               |  |
| Votes nuls             | Votes nuls                                     | Votes nuls             | 767          | 0,56         | 2 859        | 2,15        |               |             |              |               |  |
| Total                  | Total                                          | Total                  | 137 120      | 100          | 0            | 133 284     | 100           | 3           | 3            | en stagnation |  |
| Abstentions            | Abstentions                                    | Abstentions            | 119 569      | 46,58        |              | 123 445     | 48,08         |             |              |               |  |
| Inscrits/Participation | Inscrits/Participation                         | Inscrits/Participation | 256 689      | 53,42        | 256 729      | 51,92       |               |             |              |               |  |

### Cartes

Nuance politique des candidats arrivés en tête dans chaque commune au 1er tour.
Nuance politique des candidats arrivés en tête dans chaque commune au 2e tour.

### Analyse

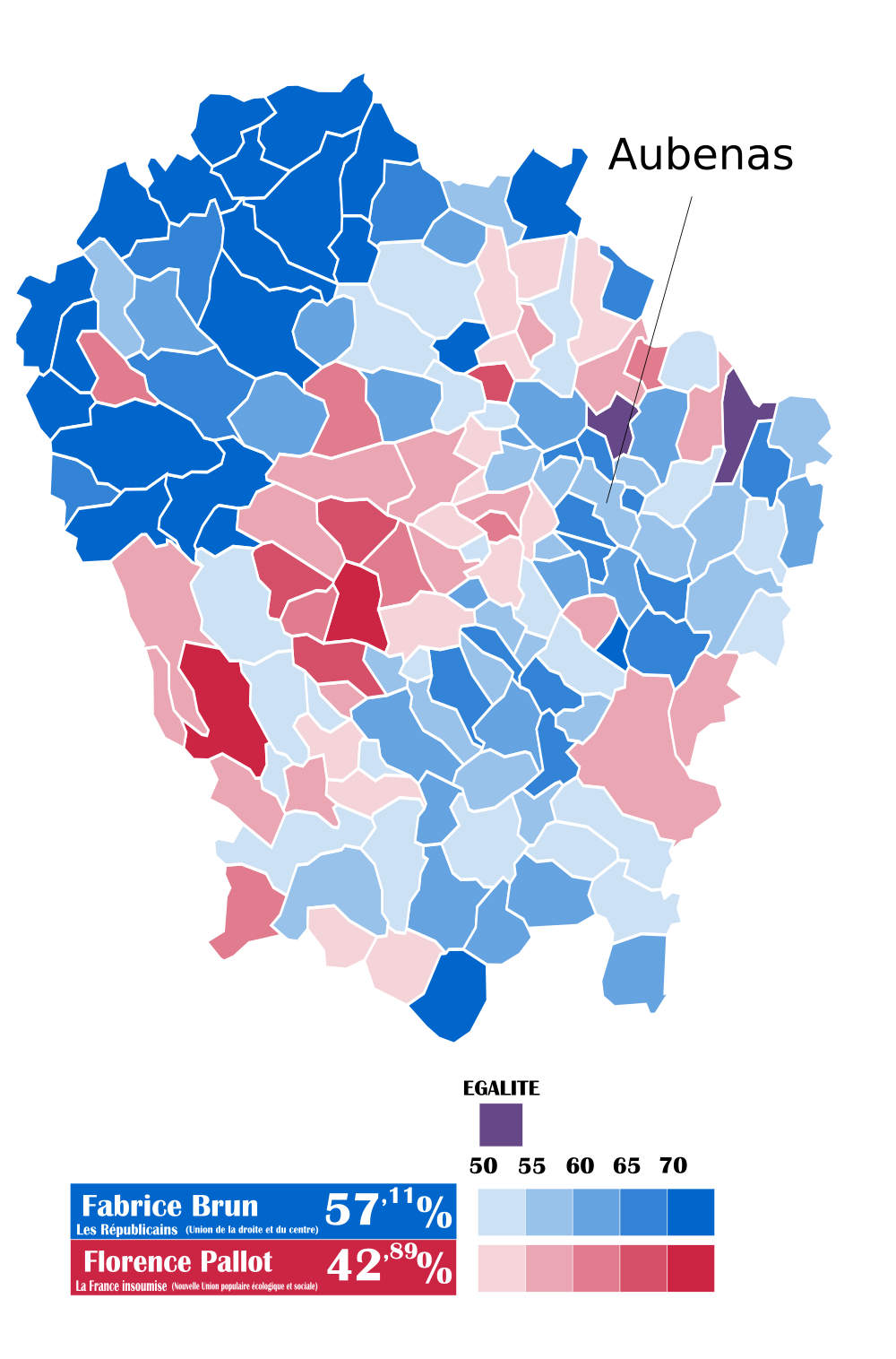
Résultats du deuxième tour dans la troisième circonscription. On note trois zones principales qui se détachent. Le nord-ouest du secteur, acquis à Brun où le député LR dépasse très souvent 70 % des voix, comme à Saint-Étienne-de-Lugdarès. Le sud-ouest, où c'est la candidate insoumise Pallot qui obtient souvent la majorité des voix, sans atteindre les scores de Brun. Et enfin, une large bande est incluant Aubenas qui vote généralement en faveur de Brun avec des avances contrastées.

Malgré les bouleversements politiques nationaux qui accompagnent ces échéances législatives, l'Ardèche choisit la stabilité en reconduisant ses trois sortants, tous tenants d'une ligne politique différente.
Le plus médiatique de ces députés sortants est certainement le nouveau ministre du Travail du gouvernement Borne, auparavant chargé des Comptes publics, Olivier Dussopt. L'ancien maire d'Annonay avait été réélu en 2017 en tant que socialiste face à une candidate LREM mais a franchi le Rubicon à peine cinq mois plus tard en entrant au gouvernement. Lors de ces législatives, il s'est donc agi de déterminer si les électeurs suivraient celui qui est leur député depuis 2007 ou son ancien parti, le PS, soutenant dans le cadre de la NUPES, son opposant insoumis, Christophe Goulouzelle. Mais alors que l'écart entre les candidats Macron et Mélenchon était ici assez serré (26,3 contre 25,5 %) en avril précédent, le député Dussopt prend une avance confortable au premier tour, qu'il creuse au second. Pour sa quatrième élection, il s'agit même de la plus large pour Olivier Dussopt.
Olivier Dussopt connaît une fortune qui n'est cependant pas celle des autres candidates de sa coalition ailleurs dans le département. Aucune n'atteint le second tour. La radicale Alexandra Caquil n'obtient que la cinquième place dans le secteur d'Aubenas, au terme d'un premier tour particulièrement indécis. En effet, la candidate NUPES, l'insoumise Florence Pallot arrive en tête de peu devant le sortant LR Fabrice Brun. Viennent ensuite avec des scores proches également Johan Verheu, le candidat RN, puis Laurent Ughetto, ancien président PS du département et opposé à la NUPES, et enfin la candidate Ensemble. L'indécision de ce premier tour est doublée par l'absence de consignes de vote de la part de ces trois derniers candidats. Cependant le second tour apporte une victoire assez confortable au sortant LR Fabrice Brun qui fait plus que doubler ses voix entre les deux tours, à la manière de 2017 face à En Marche. Malgré sa défaite, on peut noter que la candidate Pallot est la première représentante de gauche à prendre la tête du premier tour dans ce secteur depuis 1988. 
Si Hervé Saulignac prend lui aussi la tête du premier tour dans sa circonscription, son avance est beaucoup plus confortable. Le socialiste obtient un deuxième mandat à Privas en survolant les deux tours, avec 15 puis 20 points d'avance sur sa principale opposante RN. Le sortant aura dû faire face aux dissensions avec la NUPES, qui l'a investi mais dont il ne se réclame pas. On note la candidature du maire de droite de Privas, Michel Valla, qui ne parvient pas à convaincre comme lors de sa première candidature en 2002. Pour son deuxième essai consécutif, la candidate du RN, Céline Porquet aura donc réussi à atteindre le second tour. Elle n'obtient pas le même succès que sa candidate à la présidentielle, Marine Le Pen, qui a manqué de peu de remporter le secteur deux mois plus tôt (19 voix l'avaient alors séparée d'Emmanuel Macron). 

### Résultats par circonscription

#### Première circonscription
Député sortant : Hervé Saulignac (Parti socialiste).
| Candidat                 | Candidat                 | Parti et coalition       | Nuance                   | Premier tour | Premier tour | Second tour | Second tour |
| Candidat                 | Candidat                 | Parti et coalition       | Nuance                   | Voix         | %            | Voix        | %           |
| ------------------------ | ------------------------ | ------------------------ | ------------------------ | ------------ | ------------ | ----------- | ----------- |
|                          | Hervé Saulignac          | PS (NUPES)               | DVG                      | 15 107       | 38,28        | 21 540      | 60,05       |
|                          | Céline Porquet           | RN                       | RN                       | 9 202        | 23,32        | 14 339      | 39,95       |
|                          | Séverine Gineys          | MoDem (ENS)              | ENS                      | 6 757        | 17,12        |             |             |
|                          | Michel Valla             | app. LR (UDC)            | DVD                      | 4 081        | 10,34        |             |             |
|                          | Marie Élisabeth Flach    | REC                      | REC                      | 1 494        | 3,79         |             |             |
|                          | Muriel Vander Donckt     | LO                       | DXG                      | 702          | 1,78         |             |             |
|                          | Boris Tzaprenko          | PA                       | ECO                      | 631          | 1,60         |             |             |
|                          | Erick Le Loher           | DLF (UPF)                | DSV                      | 604          | 1,53         |             |             |
|                          | Pascal Chambonnet        | POID                     | DXG                      | 446          | 1,13         |             |             |
|                          | Clara Madeira            | POC (R&PS)               | REG                      | 441          | 1,12         |             |             |
|                          |                          |                          |                          |              |              |             |             |
| Votes valides            | Votes valides            | Votes valides            | Votes valides            | 39 465       | 97,46        | 35 879      | 91,52       |
| Votes blancs             | Votes blancs             | Votes blancs             | Votes blancs             | 702          | 1,73         | 2 422       | 6,18        |
| Votes nuls               | Votes nuls               | Votes nuls               | Votes nuls               | 325          | 0,80         | 904         | 2,31        |
| Total                    | Total                    | Total                    | Total                    | 40 492       | 100          | 39 205      | 100         |
| Abstention               | Abstention               | Abstention               | Abstention               | 38 813       | 48,94        | 40 107      | 50,57       |
| Inscrits / participation | Inscrits / participation | Inscrits / participation | Inscrits / participation | 79 305       | 51,06        | 79 312      | 49,43       |

#### Deuxième circonscription
Députée sortante : Michèle Victory (Parti socialiste), élue comme suppléante d'Olivier Dussopt. Elle devient députée en décembre 2017 lorsque celui rejoint le gouvernement.
| Candidat                 | Candidat                 | Parti et coalition       | Nuance                   | Premier tour | Premier tour | Second tour | Second tour |
| Candidat                 | Candidat                 | Parti et coalition       | Nuance                   | Voix         | %            | Voix        | %           |
| ------------------------ | ------------------------ | ------------------------ | ------------------------ | ------------ | ------------ | ----------- | ----------- |
|                          | Olivier Dussopt          | TdP (ENS)                | ENS                      | 15 014       | 30,04        | 25 684      | 58,86       |
|                          | Christophe Goulouzelle   | LFI (NUPES)              | NUP                      | 11 785       | 23,58        | 17 955      | 41,14       |
|                          | Cyrille Grangier         | RN                       | RN                       | 9 512        | 19,03        |             |             |
|                          | Marc-Antoine Quenette    | LR (UDC)                 | LR                       | 8 941        | 17,89        |             |             |
|                          | Philippe Bory            | REC                      | REC                      | 1 767        | 3,54         |             |             |
|                          | Martin Chaize,           | POC (R&PS)               | REG                      | 902          | 1,80         |             |             |
|                          | Claire Guilmin           | LP (UPF)                 | DSV                      | 777          | 1,55         |             |             |
|                          | Sébastien Gladieux       | LMR                      | DVD                      | 641          | 1,28         |             |             |
|                          | Michèle Gaillard         | LO                       | DXG                      | 640          | 1,28         |             |             |
|                          |                          |                          |                          |              |              |             |             |
| Votes valides            | Votes valides            | Votes valides            | Votes valides            | 49 979       | 97,92        | 43 639      | 91,02       |
| Votes blancs             | Votes blancs             | Votes blancs             | Votes blancs             | 802          | 1,57         | 3 109       | 6,48        |
| Votes nuls               | Votes nuls               | Votes nuls               | Votes nuls               | 262          | 0,51         | 1 197       | 2,50        |
| Total                    | Total                    | Total                    | Total                    | 51 043       | 100          | 47 945      | 100         |
| Abstention               | Abstention               | Abstention               | Abstention               | 45 518       | 47,14        | 48 636      | 50,36       |
| Inscrits / participation | Inscrits / participation | Inscrits / participation | Inscrits / participation | 96 561       | 52,86        | 96 581      | 49,64       |

#### Troisième circonscription
Député sortant : Fabrice Brun (Les Républicains).
| Candidat                 | Candidat                 | Parti et coalition       | Nuance                   | Premier tour | Premier tour | Second tour | Second tour |
| Candidat                 | Candidat                 | Parti et coalition       | Nuance                   | Voix         | %            | Voix        | %           |
| ------------------------ | ------------------------ | ------------------------ | ------------------------ | ------------ | ------------ | ----------- | ----------- |
|                          | Florence Pallot          | LFI (NUPES)              | NUP                      | 11 989       | 26,68        | 18 704      | 42,89       |
|                          | Fabrice Brun             | LR (UDC)                 | LR                       | 11 217       | 24,96        | 24 890      | 57,11       |
|                          | Johan Verheij            | RN                       | RN                       | 6 964        | 15,50        |             |             |
|                          | Laurent Ughetto,         | PS diss.                 | DVG                      | 5 934        | 13,21        |             |             |
|                          | Alexandra Cauquil        | PRV (ENS)                | ENS                      | 5 913        | 13,16        |             |             |
|                          | Gérald Gandon            | REC                      | REC                      | 1 268        | 2,82         |             |             |
|                          | Gonzague Silva           | LP (UPF)                 | DSV                      | 572          | 1,27         |             |             |
|                          | Audrey Teillet           | PA                       | ECO                      | 446          | 0,99         |             |             |
|                          | Anne Alirol              | POC (R&PS)               | REG                      | 330          | 0,73         |             |             |
|                          | Christophe Marchisio     | LO                       | DXG                      | 303          | 0,67         |             |             |
|                          |                          |                          |                          |              |              |             |             |
| Votes valides            | Votes valides            | Votes valides            | Votes valides            | 44 936       | 98,58        | 43 594      | 94,49       |
| Votes blancs             | Votes blancs             | Votes blancs             | Votes blancs             | 469          | 1,03         | 1 782       | 3,86        |
| Votes nuls               | Votes nuls               | Votes nuls               | Votes nuls               | 180          | 0,39         | 758         | 1,64        |
| Total                    | Total                    | Total                    | Total                    | 45 585       | 100          | 46 134      | 100         |
| Abstention               | Abstention               | Abstention               | Abstention               | 35 238       | 43,60        | 34 702      | 42,93       |
| Inscrits / participation | Inscrits / participation | Inscrits / participation | Inscrits / participation | 80 823       | 56,40        | 80 836      | 57,07       |